# Maria Rosa Nin Pairó
Maria Rosa Nin Pairó (Sabadell, 17 de maig de 1933 - 7 d’agost de 2021) va ser una pintora figurativa de catalana, especialitzada en retrat.

## Biografia
Va començar a dibuixar de ben petita, quan el seu pare la va portar a fer classes amb Joan Vilatobà, copiant postals, el qual li va fer estimar el dibuix i li va desvetllar la sensibilitat per la creació artística. Durant molts anys va anar practicant per si mateixa fins que va entrar al Reial Cercle Artístic de Barcelona, on durant quatre anys va fer classes de dibuix del natural i de nu. Paral·lelament, va entrar en contacte amb pintors com Ernest Santasusagna i Francesc Serra i amb la dinàmica artística de Barcelona. Va completar la seva formació de manera autodidacta.
L'any 1952 va participar en l'exposició inaugural de la sala d'exposicions de la Llibreria Sabadell, amb motiu del Dia del Jove, en la qual també es va poder veure obres de Trini Sotos, Joan Bermúdez o Antoni Borrell, entre d'altres. El maig de 1953, va participar en la primera edició del Saló Biennal de Belles Arts que es feia a la Caixa d'Estalvis de Sabadell i a les successives dels anys 1955, 1957 i 1959. L'any 1958 va exposar a l'Acadèmia de Belles Arts junt amb Antoni Angle i A. Tronchoni. El juny de 1958 va exposar a la Sala d'Art Actual de Sabadell, que s'havia inaugurat uns mesos abans.
L'any 1978 va presentar una important exposició a l'Acadèmia de Belles Arts de Sabadell, amb molta anomenada, de resultes de la qual se la va comparar amb Francesc Serra i Josep M. Mallol, que són dos artistes que la mateixa pintora confessa admirar.
A principis anys 1990, va fer una sèrie de retrats femenins inspirats en el carnaval de Venècia, que va presentar el 1990 a la Sala Art Negre i el 1991 a Watts Art de Sabadell. El mateix 1991 va formar part de la comissió organitzadora dels Premis Fundació per a les Arts Plàstiques, Lletres i Música, constituïts per la Fundació Amics de les Arts i de les Lletres de Sabadell.
Va col·laborar també en la revista Riutort i va fer iIl·lustracions per a publicacions de Sabadell, com la revista Quadern als anys 1980 i principis dels 1990. La seva vinculació a una ciutat tèxtil com Sabadell la va portar també a experimentar en el món del disseny de moda, de manera que presentà projectes per a diversos fabricants i també com a il·lustradora i redactora de moda del Diari Sabadell i la revista Modinform.
Pintora especialitzada en el dibuix de l'ésser humà, de la figura humana, durant molts anys va viure del retrat d'encàrrec, amb el qual va assolir un bon èxit. La seva pintura, que alguns han situat dins del post-impressionisme, mostra un ús molt sensible i equilibrat del color, sense estridències. Per això la seva pintura sempre traspua elegància una sensació de “bon gust”. D'altra banda, l'interès per la figura humana l'acosta a l'obra de Montserrat Gudiol. Acompanya els retrats de petits elements i detalls que configuren un món femení (puntes, brodats, blondes, poms de flors…) i s'incorporen amb naturalitat al propi retrat.

## Exposicions
- 1982. Galeria Tot-Art, Sabadell.[12]
- 1990. Galeria Negre Art, Sabadell.[13]
- 1991. Galeria Watts Art, Sabadell.[5]
- 1992. Galeria Watts Art, Sabadell.[14]
- 1992. Acadèmia de Belles Arts, Sabadell.[15]
- 2022. Rosa Nin Pairó (Sabadell, 17 de maig 1933 - 7 d’agost 2021). Tota una vida dedicada a l'art[1]